# Möngke
Möngke, född i början av 1200-talet, död 1259, mongolernas storkhan 1251–59, son till Tolui, sonson till Djingis khan, bror till Khubilai khan.
Möngke valdes 1251 överraskande och under kuppartade former till storkhan (Khaghan) genom en kurultai som sammankallats av hans kusiner Batu och Berke efter den föregående storkhanen Güyüks död. En motkupp av anhängare till en annan gren av Djingis khans släkt, utgående från Möngkes farbror Ögedei, misslyckades. Ögedeis änka syddes in i en skinnsäck och dränktes i en flod för att statuera varnande exempel.
Möngke fortsatte Djingis khans politiska expansionsprogram genom att själv leda krigståg till Kina och Indokina och skicka en annan här under sin bror Hülegü mot kalifatet. Möngke insjuknade i dysenteri under sitt kinesiska fälttåg och avled 1259 och efterträddes av sin bror Khubilai khan som storkhan.